# Aap Uspenski
Jaanek Lips (ur. 17 lipca 1966) – estoński zapaśnik walczący w stylu klasycznym i zawodnik sumo. Zajął 25. miejsce na mistrzostwach świata w 1995. Dziewiąty na mistrzostwach Europy w 1995. Złoty medalista mistrzostw nordyckich w 1994 i srebrny w 1993 roku.